# Lukáš Pavlík
Lukáš Pavlík (ur. 13 grudnia 1986 w Prościejowie) – czeski perkusista, gitarzysta i kompozytor. Naukę gry na perkusji rozpoczął w wieku 11 lat. Ukończył Konserwatorium w Brnie oraz Konserwatorium Jaroslava Ježka w Pradze. Zdobył nagrodę The Best Talent w projekcie Roth&Rothes w Amsterdamie. Jest kompozytorem piosenki Sama sobě – singla polsko-czeskiej piosenkarki Ewy Farnej.